# Парламентские выборы в Ботсване (2014)
Парламентские выборы в Ботсване прошли 24 октября 2014 года. Граждане страны избрали депутатов 490 членов советов местных органов власти и 57 депутатов Национальной Ассамблеи парламента, которые в свою очередь выберут президента.

## Особенности законодательства
Из 63 членов Национальной ассамблеи парламента Ботсваны, 57 депутатов, после избрания их в одномандатных округах по мажоритарной системе, избирают ещё четырёх депутатов, и двух в силу занимаемой должности (президент и генеральный прокурор). Избиратели должны быть достигшими 18 лет гражданами Ботсваны, постоянно проживавшими в стране не менее 12 месяцев до начала регистрации. Кандидаты должны быть гражданами Ботсваны не моложе 21 года, уметь достаточно хорошо говорить и читать по-английски, чтобы принимать участие в парламентских дебатах.

## Контекст

### Экономика
Ботсвана считается политически стабильной демократией с эффективно управляемой экономикой. Между тем, для сохранения статуса-кво правящая Демократическая партия не стесняется в средствах, прибегая к разжиганию межэтнической напряжённости и давлению на СМИ. В то же время, экономика Ботсваны, строящаяся главным образом на горнодобывающем секторе, в частности разработке алмазов компанией «De Beers», терпит спад: ВВП страны в 2006 и 2007 году вырос более чем на 8 %, в 2009 году сократился на 7,8 %, но в 2010 году восстановился до 8,6 %, однако позже упал и за первый квартал 2014 года составил только 2,3 %. По данным Африканского банка развития, Ботсвана является страной со средним уровнем доходов, но с проблемами неравномерного распределения благ. Так, уровень бедности составляет 18,4 %, безработица — 17,8 %, а показатель распространенности ВИЧ/СПИД — 23,4 %.

### Политика
Действующий на момент выборов президент Ботсваны Ян Кхама является сыном первого президента Серетсе Кхамы и руководителем Демократической партии, ставшей правящей после обретения независимости в 1966 году. Ян пришёл к власти 1 апреля 2008 года, будучи вице-президентом, после истечения срока Фестуса Могае, примерно за 18 месяцев до выборов 2009 года. На них Демократическая партия победила с 53 % голосов и 79 % мест в парламенте. Однако фракция получила тонкое парламентское большинство, а сама партия разделилась: бывший генеральный секретарь Гомолемо Мотсваледи создал свою партию — Движение за демократию.
В ноябре 2013 года три оппозиционные партии — Народный фронт, Народная партия и Движение за демократию сформировали альянс «Зонтик за демократические перемены». В общей сложности для участия в выборах было выдвинуто 192 кандидата: Демократическая партия — 57, Партия Конгресса — 54, Альянс — 52, а остальные 29 — независимые. Между тем, обозреватели политической ситуации в Ботсване отмечали, что Демократическая партия может легко и убедительно выиграть эти выборы вследствие неуверенности оппозиции, а Ян Кхама — переизбраться на пост президента, и таким образом занять эту должность до 2018 года.

## Голосование
24 октября в Ботсване были открыты 4449 избирательных участков, работавшие с 7:30 до 19:00 по местному времени. Для участия в голосовании было зарегистрировано около 824 тысяч избирателей из 2 миллионов человек населения страны. Предварительное голосование для полицейских, сотрудников избирательных участков и граждан, проживающих в других странах, было проведено 18 октября. Миссию наблюдателей от Африканского союза возглавляла бывший президент Малави Джойс Банда.

## Результат
Согласно предварительным данным, Демократическая партия Ботсваны победила на выборах, получив 33 из 57 мест при необходимом минимуме в 29, а альянс «Зонтик за демократические перемены» — 14 мест. Положение ещё пяти мест остается неизвестным. Верховный судья Ботсваны Марупинг Диботело также заявил, что «Кхама был переизбран президентом республики» несмотря на то, что президента избирают депутаты после формирования парламента.
| Партия                                      | Голоса  | %     | Места | +/- |
| ------------------------------------------- | ------- | ----- | ----- | --- |
| Демократическая партия Ботсваны             | 320 657 | 46,46 | 37    | -8  |
| Зонтик за демократические перемены          | 207 113 | 30,01 | 17    | +11 |
| Партия Конгресса Ботсваны                   | 140 998 | 20,43 | 3     | -1  |
| Независимые                                 | 21 484  | 3,11  | 0     | -1  |
| Косвенно-выборные места                     | -       | -     | 6     | -   |
| Недействительные/пустые бланки              | 8167    | -     | -     | -   |
| Всего                                       | 698 419 | 100   | 63    | 0   |
| Зарегистрированные избиратели/явка          | 824 073 | 84,75 | -     | -   |
| Источник: IEC Botswana (недоступная ссылка) |         |       |       |     |